# When I Said I Wanted to Be Your Dog
When I Said I Wanted to Be Your Dog è il primo album in studio del cantautore svedese Jens Lekman, pubblicato nel 2004.

## Tracce
Testi e musiche di Jens Lekman.
1. Tram #7 to Heaven – 3:06
2. Do You Remember the Riots? – 2:30
3. You Are the Light (By Which I Travel into This and That) – 3:23
4. If You Ever Need a Stranger (To Sing at Your Wedding) – 3:21
5. Maple Leaves – 3:59
6. Silvia – 4:56
7. The Cold Swedish Winter – 3:49
8. Julie – 2:52
9. Happy Birthday, Dear Friend Lisa – 3:31
10. Psychogirl – 5:28
11. When I Said I Wanted to Be Your Dog – 4:38
12. A Higher Power – 3:43